# Oplisa pollinosa
Oplisa pollinosa är en tvåvingeart som beskrevs av Kugler 1978. Oplisa pollinosa ingår i släktet Oplisa och familjen gråsuggeflugor.
Artens utbredningsområde är Israel. Inga underarter finns listade i Catalogue of Life.